# العمارة القوطية التشيكية

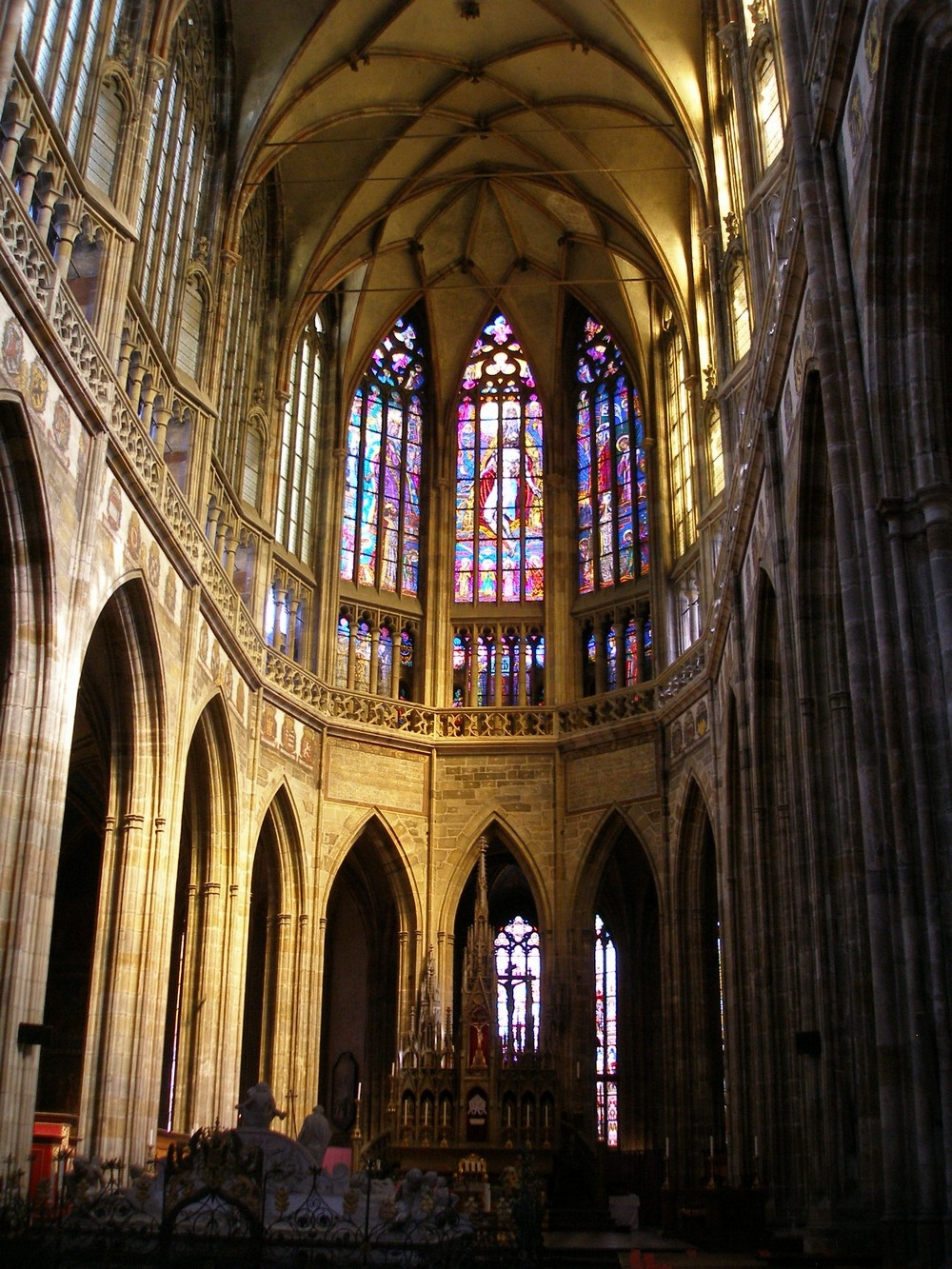

تُشير العمارة القوطية التشيكية إلى الفترة المعمارية التي تنتمي في المقام الأول للعصور الوسطى المتأخرة في منطقة الجمهورية التشيكية الحالية (تاج بوهيميا السابق، الذي يتكون من مملكة بوهيميا ومارغرافيت مورافيا).
ظهر الأسلوب القوطي لأول مرة في أراضي التشيك في النصف الأول من القرن الثالث عشر وكان مألوفًا هناك حتى أوائل القرن السادس عشر. غالبًا ما تُسمى مراحل تطور العمارة القوطية في الأراضي التشيكية باسم السلالة الحاكمة البوهيمية في ذلك الوقت:
- القوطية المبكرة- قوطية برميسل (القرن الثالث عشر وأوائل القرن الرابع عشر)
- القوطية العالية- قوطية لوكسمبورغ (القرن الرابع عشر وأوائل القرن الخامس عشر)
- القوطية المتأخرة- قوطية ياغيلون (نحو 1471- 1526)[1]

من أهم المعماريين القوطيين الذين عملوا في الأراضي التشيكية (خاصة في بوهيميا) هم بيتر بارلر وبينيدكت ريجت.

## القوطية المبكرة
اخترق الأسلوب القوطي الأراضي التشيكية في النصف الأول من القرن الثالث عشر، في نفس الوقت الذي ازدهر فيه الأسلوب الرومانسكي في بوهيميا والقوطية العالية في فرنسا. أصبحت مملكة بوهيميا دولة مستقرة في القرن الثالث عشر، وانعكس نمو الأهمية السياسية والاقتصادية لبوهيميا في الفن. تأخر التطور الثقافي للأرضي التشيكية حتى ذلك الوقت بشكل واضح مقارنة مع أوروبا الغربية. أُنشئت العديد من الأديرة ومؤسسات الراهبات والمدن والبلدات والقرى في القرن الثالث عشر. كان ذلك وقت استعمار مناطق المملكة غير المأهولة. قبل النبلاء التشيكيون ثقافة الفرسان، لذلك استمعوا إلى المنشدين الألمان وشاركوا في البطولات وحصلوا على شعار النبالة وبنوا قلاعًا من الحجر. أصبحت المملكة بفضل مناجم الفضة المكتشفة حديثًا أكثر ثراء (مثل يهلافا وستريبرو أو كونتا هورا).
بُنيت الكنائس الرومانسكية البحتة في الأربعينيات من القرن الثاني عشر (على سبيل المثال في فينيك أو بوتفورف أو كوندراك). بُنيت المباني القوطية المبكرة الأولى في الثلاثينيات من القرن الثالث عشر بالأسلوب «الانتقالي» الذي جلبه النظام السيسترسي إلى بوهيميا ومورافيا. لم تكن مبانيهم فاخرة للغاية وكثيرًا ما استخدموا زخارف الأوراق والتوت وخاصة في التيجان. كان السيسترسيون أهم البنائين في الأسلوب المعماري القوطي المبكر في الأراضي التشيكية.
جرى تكريس كنيسة تيبلا في عام 1232 وهي واحدة من أقدم الكنائس القوطية في بوهيميا. يوجد مبنى قوطي مبكر مهم آخر هو دير أوسيك (سيسترسي) في بوهيميا مع قاعة الإصحاح المميزة. كان دير الراهبات السيسترسانية بورتا كويلي في بريدكلاشتيري أول مبنى قوطي في مورافيا في تيشنوفا بالقرب من برونو، وقد أسسته كونستانس من المجر، ملكة بوهيميا في عام 1233 وتركزت في عام 1239. يوجد أقدم الزخارف المتشابكة لنوافذ الورود في الأراضي التشيكية، وتميزت البوابة الفخمة للغاية المبنية على طراز الكاتدرائيات الفرنسية بكونها فريدة من نوعها في وسط أوروبا في ذلك الوقت.
تُعتبر كاتدرائية القديس بروكوبيوس في تربيتش العمل الأكثر غرابة في العمارة الأوربية في الثلث الثاني من القرن الثالث عشر. تُعد عمارة كنيسة الدير البينديكتية السابقة هذه في تربيتش، مزيجًا فريدًا من الأسلوب الرومانسكي والقوطي. لم تُبنى بالأسلوب «الانتقالي» الرومانسكي- القوطي، بل استخدم البناؤون عناصرًا من كلا الأسلوبين بالأشكال الناضجة، ولذلك أنشأوا مبنى رومانسكي وقوطي بكل معنى الكلمة وفي الآن نفسه. أُدرج لذلك في قائمة اليونسكو للتراث العالمي.
يُعد دير القديس أغنيس الذي تأسس عام 1231 بطلب من الأميرة البوهيمية أغنيس في بوهيميا (جرى تطويره لاحقًا)، أقدم مبنى قوطي في براغ. كان هذا الدير أول دير للزاهدة كلاريس خارج إيطاليا. جرى الانتهاء من أول كنيسة في هذا الدير (كنيسة القديسة فرانسيس) في عام 1234 ويقال إنها أقدم كنيسة مقببة بالنظام الرهباني شمال جبال الألب. بُنيت كنيسة المسيح المخلص بين عامي 1261- 1265 كضريح ملكي لآل برمسيل من قبل الملك أوتوكار الثاني من بوهيميا، وتأثرت بشكل مباشر بالعمارة القوطية الفرنسية.